# 绍庆街道
绍庆街道，是中华人民共和国重庆市彭水苗族土家族自治县下辖的一个乡镇级行政单位。

## 行政区划
绍庆街道下辖以下地区：
麻油村、长滩村、兴和村、土塘村、长溪村、易家坝村、双坪村和白溪村。